# Jerzy Stuhr
Jerzy Oskar Stuhr (Krakau, 18 april 1947 – aldaar, 9 juli 2024) was een Pools acteur en regisseur.
Stuhr won onder meer de belangrijkste Poolse filmprijs, de Adelaar, voor zijn gehele levenswerk (2018).

## Filmografie
- Rimetti a noi i nostri debiti (2018)
- Habemus Papam (2011)
- Korowód (2007)
- Il caimano (2006)
- Arie (2004)
- Pogoda na jutro (2003)
- Show (2003)
- Weiser (2001)
- Duże zwierzę (2000)
- Vita altrui, La (2000)
- Down House (2000)
- Tydzień z życia mężczyzny (1999)
- Kilerów 2-óch (1999)
- Kiler (1997)
- Historie miłosne (1997)
- Matka swojej matki (1996)
- Spis cudzołożnic (1995)
- Trois couleurs: Blanc (1994)
- Uprowadzenie Agaty (1993)
- Życie za Życie (1991)
- Dekaloog, tien (1989)
- Obywatel Piszczyk (1989)
- Déjà vu (1988)
- Kingsajz (1988)
- Pociąg do Hollywood (1987)
- Bohater roku (1987)
- Luk Erosa (1987)
- Przypadek (1987)
- Śmierc Johna L. (1987)
- Ga, Ga - Chwała bohaterom (1986)
- Ucieczka (1986)
- Medium (1985)
- O-bi, O-ba - Koniec cywilizacji (1985)
- Rok spokojnego słońca (1984)
- Seksmisja (1984)
- Dziady (1983) - tv
- Matka Królów (1983)
- From a Far Country (1981)
- Spokój (1980) - tv
- Aktorzy prowincjonalni (1980)
- Ćma (1980)
- Szansa (1980)
- Wizja lokalna 1901 (1980)
- Amator (1979)
- Bez znieczulenia (1978)
- Wodzirej (1978)
- Blizna (1976)
- Przyjęcie na dziesięć osób plus trzy (1973) - tv
- Trzecia część nocy (1971)

- Bibsys: 3105961
- Biblioteca Nacional de España: XX1714064
- Bibliothèque nationale de France: cb12482374n (data)
- Catàleg d'autoritats de noms i títols de Catalunya: 981058514062806706
- Gemeinsame Normdatei: 119309521
- International Standard Name Identifier: 0000 0000 7833 9785
- Library of Congress Control Number: n93079764
- MusicBrainz: 21306954-937e-4351-9710-5e2cb09bb7ed
- Nationale Bibliotheek van Tsjechië: js20040107006
- Nationale bibliotheek van Australië: 41009092
- Nationale Bibliotheek van Israël: 987007339970605171
- Nationale Bibliotheek van Polen: a0000001180820
- Nederlandse Thesaurus van Auteursnamen: 264188969
- Réseau des bibliothèques de Suisse occidentale: 02-A023691439
- SNAC: w6qd429v
- Système universitaire de documentation: 034026010
- Trove: 1450889
- Virtual International Authority File: 32099206
- WorldCat: E39PBJd3GTKFBjhXqX4TfFDcyd